# هتل کیمپتون فیتزروی
هتل کیمپتون فیتزروی (به انگلیسی: Kimpton Fitzroy London Hotel) یک هتل ۵ ستاره لوکس و تاریخی است که در ناحیه بلومزبری منطقه کمدن لندن در انگلستان قرار دارد. این هتل دارای رستوران کامل و ۳۳۴ اتاق است.

## تاریخچه و ساختمان
هتل کیمپتون فیتزروی از زمان افتتاح آن در سال ۱۹۰۰ تا سال ۲۰۱۸، با نام هتل راسل شناخته می‌شد. این هتل در سال ۱۸۹۸ ساخته شد و دو سال بعد، در سال ۱۹۰۰ افتتاح گردید. ساختمان هتل دارای نمای بیرونی و داخلی ویژه‌ای است که باعث شهرت هرچه بیشتر هتل شده‌است و در حال حاضر کیمپتون فیتزروی یکی از هتل‌های مشهور کشور است.

## نگارخانه

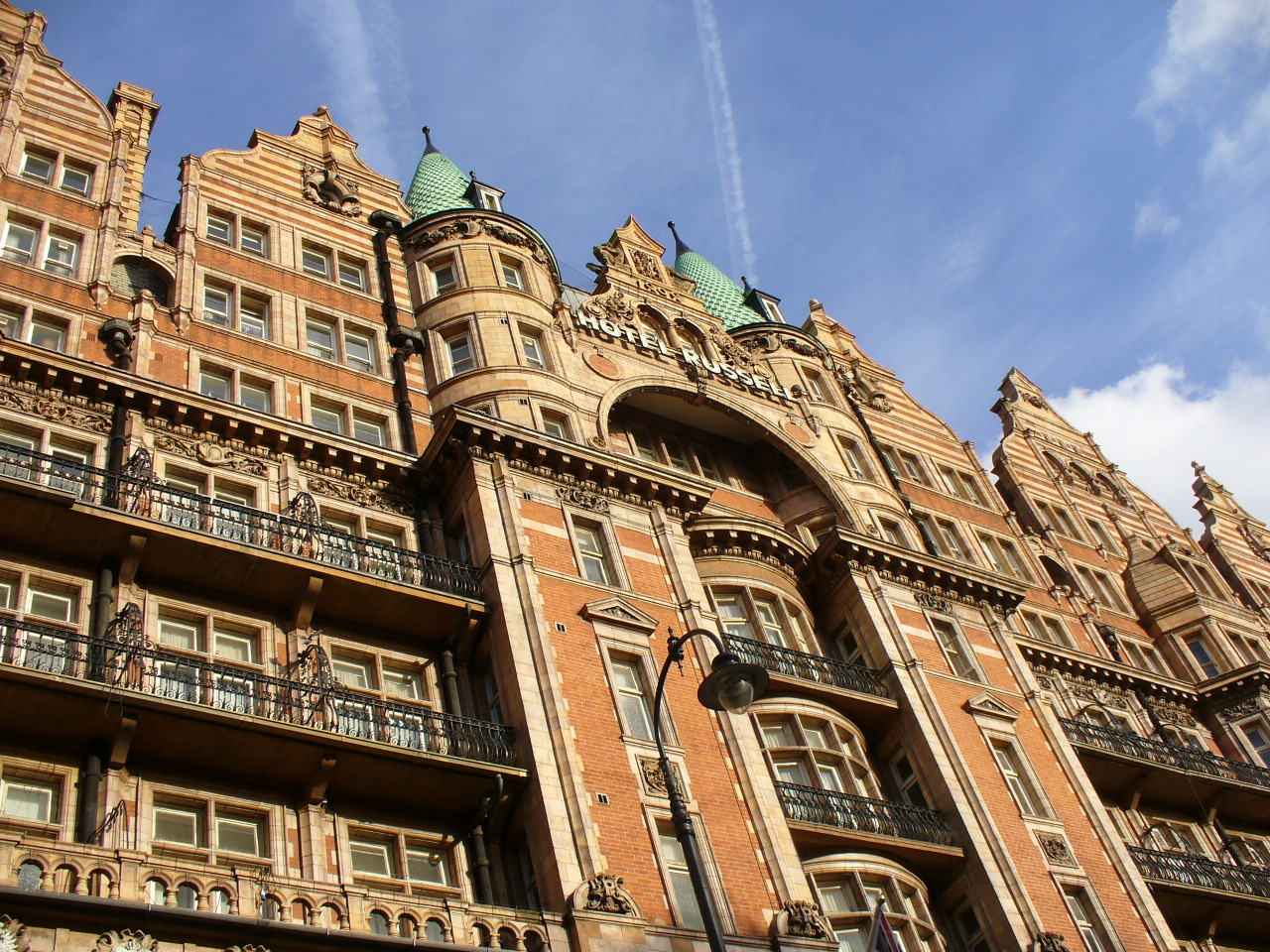
نمای ساختمان هتل
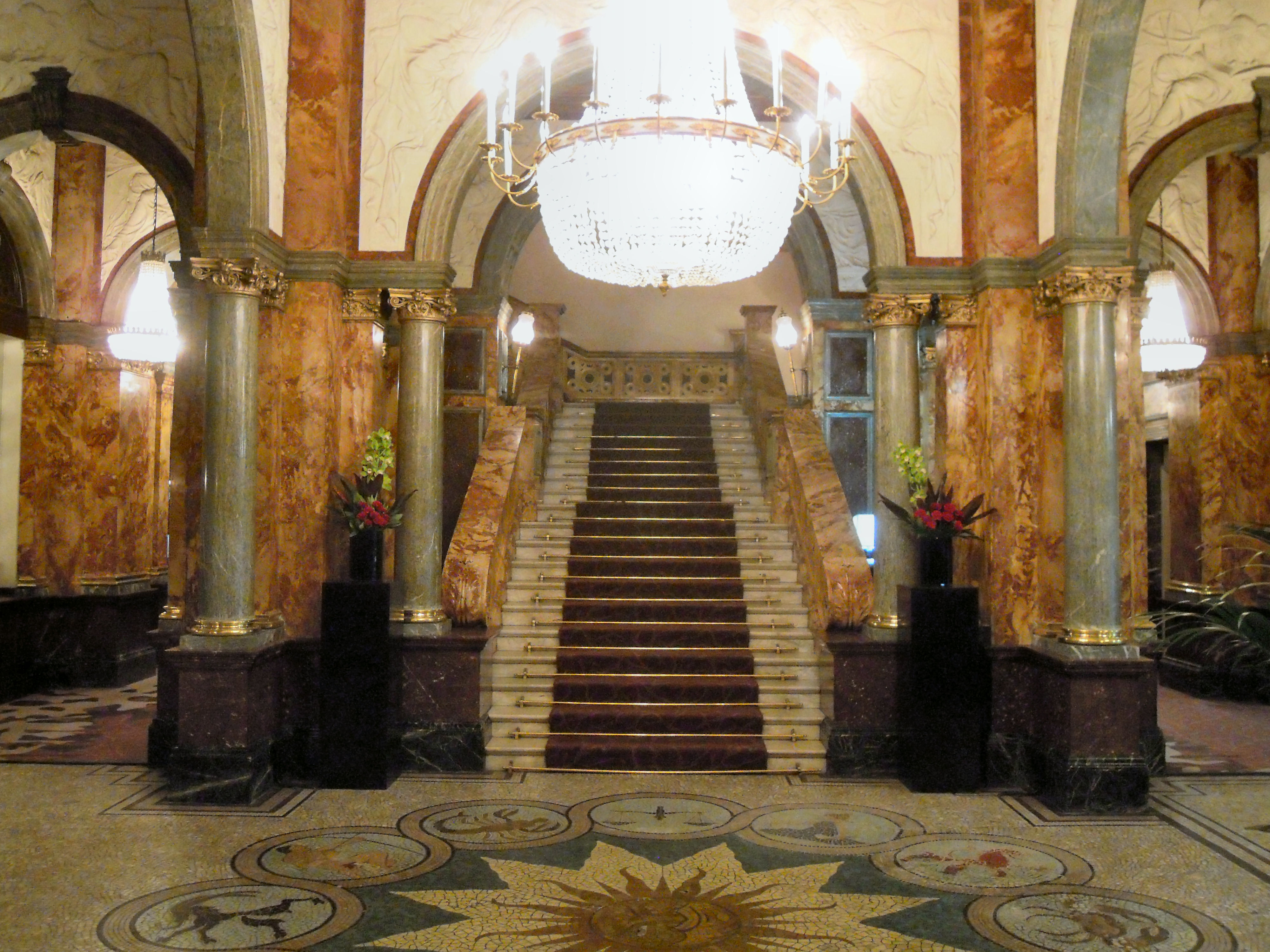
نمای داخلی هتل
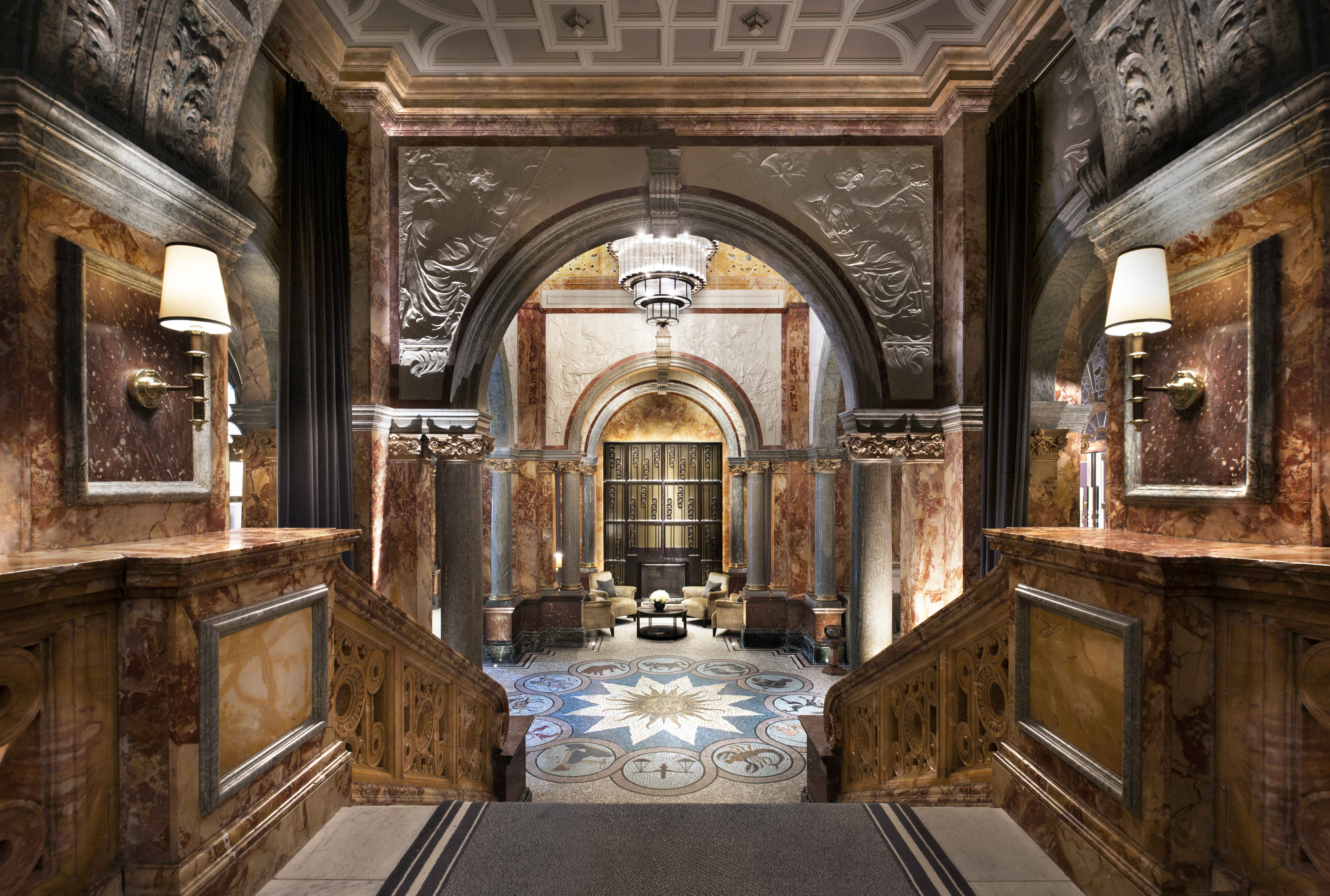
نمای داخلی
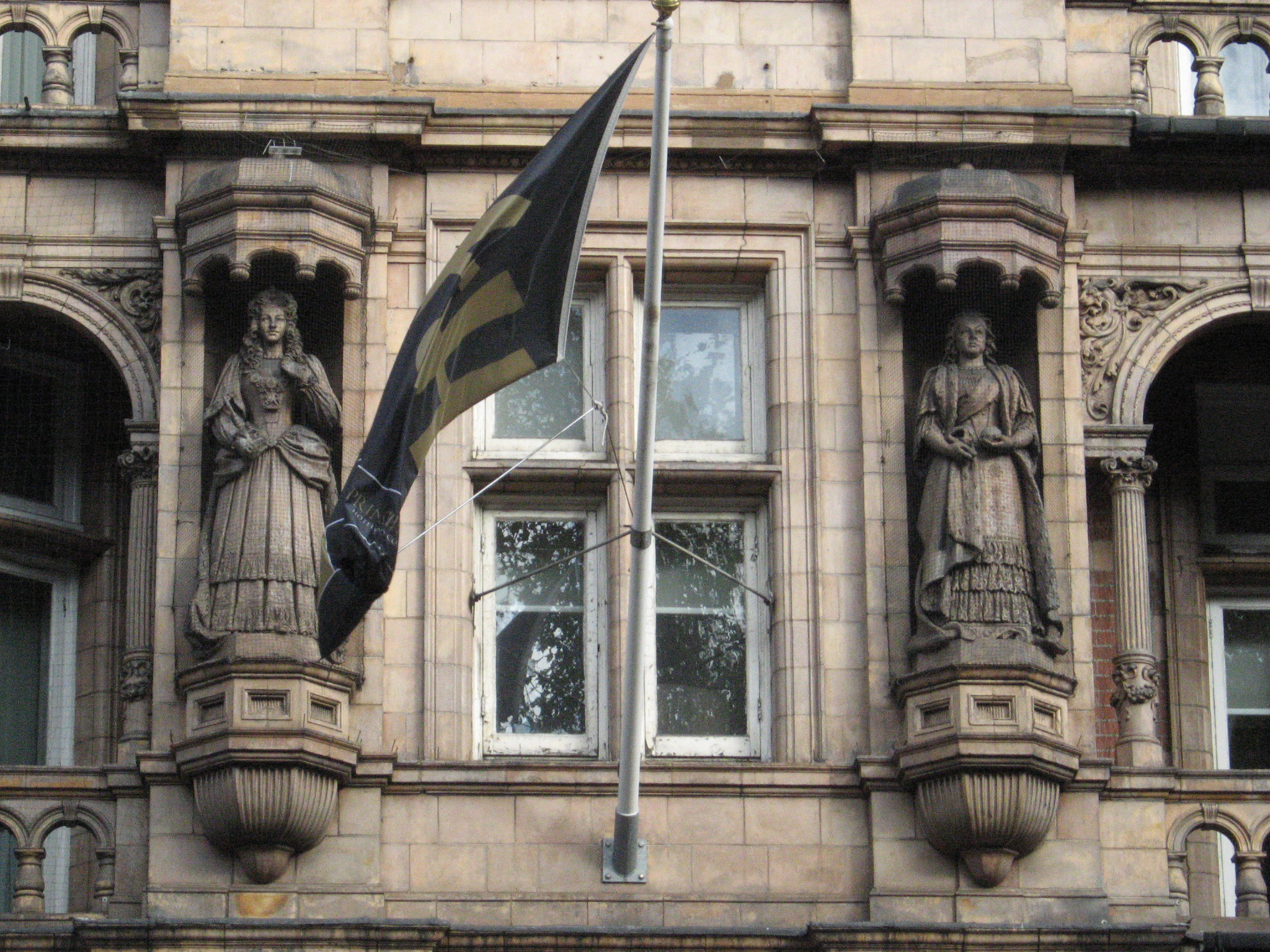
نمای خارجی